# Дорожкино (Новгородская область)
Дорожкино  — деревня в Старорусском муниципальном районе Новгородской области, с весны 2010 года относится к Великосельскому сельскому поселению, прежде входила в ныне упразднённое Астриловское сельское поселение. На 1 января 2011 года постоянное население деревни — 12 жителей, число хозяйств — 5.
Деревня находится на Приильменской низменности на высоте 42 м над уровнем моря. Деревня расположена на правом берегу реки Туренка, на расстоянии 2 км от деревни Астрилово, к северо-востоку от дороги из Астрилова в Парышево. Неподалёку также расположены ещё две деревни: Фларёво (в 3 км к западу) и Тургора (в 1 км юго-западнее).

## Население
| 2010 | 2011 | 2012 | 2013 |
| ---- | ---- | ---- | ---- |
| 14   | ↘12  | →12  | ↘11  |